# Sous la promenade
Pour plus de détails, voir Fiche technique et Distribution.
Sous la promenade (Under The Boardwalk) est un film américain réalisé par David Soren et Lorene Scafaria, sorti en 2023.

## Synopsis
Une communauté de bernard-l'hermite terrestres sous la promenade d'une plage du New Jersey accueille souvent une communauté de bernard-l'hermite marins qui viennent passer leurs vacances sur la terre ferme, et les deux espèces de crabes ne se supportent pas. Armen, un crabe terrestre timide, est réticent à sortir et à socialiser parce que ses parents sont morts dans une tempête lorsqu'il était enfant et que sa carapace pourrie, habitée par un organisme amusant nommé Anémone, est le seul souvenir qu'il ait d'eux. Cependant, trois crabes musclés et amis d'Armen, Bobby, Manny et Jimmy, l'entraînent dans un club appartenant à son oncle Bruno. Les crabes se battent avec un crabe de mer arrogant nommé Mako quand Armen tombe par inadvertance sur Ramona, un crabe de mer touriste dont il est tombé amoureux plus tôt. Les crabes terrestres sont expulsés et Armen prend congé avec frustration. Alors qu'il boude au bord de la mer, Mako et ses hommes de main viennent le harceler et lui voler sa carapace. Ramona intervient, mais elle et Armen sont emportés par une marée haute qui détruit la civilisation des crabes terrestres.
Armen se retrouve à l'autre bout de la plage, au-dessus de la promenade, où il est capturé par un collectionneur humain qui veut le vendre comme animal de compagnie et lui donne un coquillage artificiel. Il retrouve bientôt Ramona et, ensemble, ils s'échappent et travaillent de concert pour rentrer chez eux. Au cours de leur voyage, ils partagent chacun leurs insécurités, Armen étant trop effrayé pour faire autre chose que de rester dans sa coquille et Ramona voulant s'éloigner de sa mère autoritaire, Val, qui attend d'elle la perfection. Les disparitions d'Armen et de Ramona ne tardent pas à intensifier la rivalité entre les crabes de terre et les crabes de mer, surtout parce que Mako a inventé l'histoire selon laquelle Armen a essayé de lui voler Ramona. Bobby commence à remettre en question sa tendance à utiliser la force physique contre ses ennemis et rencontre bientôt Shelly, la sœur sourde de Ramona, qui cherche cette dernière. Cependant, alors qu'il la raccompagne, Val le renvoie et lorsqu'il tente d'interrompre une bagarre entre ses amis et le gang de Mako, il arrache accidentellement le bras droit de Mako. Mako jure de se venger et prétend qu'Armen est mort, leur donnant la carapace d'Armen et une Anémone choquée par la carapace. Les crabes terrestres déclarent alors la guerre.
Alors qu'Armen et Ramona tombent amoureux, deux des crabes qu'ils ont rencontrés à l'animalerie commencent à les juger, ce qui fait hésiter Armen sur ses sentiments, au grand désarroi de Ramona. Finalement, Ramona commence à se déshydrater et s'évanouit, ce qui incite Armen à la porter dans l'eau. Le conflit entre les crabes de terre et les crabes de mer s'estompe et ces derniers cessent de se battre pour voir Armen porter Ramona et la traîner dans l'eau. Ramona se réveille et embrasse Armen. Ils remontent à la surface où Armen est félicité pour son héroïsme et où Mako est démasqué comme menteur. Les crabes de terre et les crabes de mer surmontent leurs différences, Mako donnant à Bobby une nouvelle carapace en guise d'offrande de paix et Armen donnant sa carapace à un nouveau crabe qui en a davantage besoin.

## Fiche technique
- Titre : Sous la promenade
- Titre original : Under The Boardwalk
- Réalisation : David Soren et Lorene Scafaria
- Scénario : David Soren et Lorene Scafaria
- Musique : John Debney et Jonathan Sadoff
- Montage :
- Production :
- Société de production : Paramount Animation, New Republic Pictures (en), DNEG Animation, Big Kid Pictures[2],[3],[4],[5],[6]
- Pays :  États-Unis
- Genre : Animation et comédie
- Durée : 83 minutes
- Dates de sortie : 
  - États-Unis : 
    - 27 octobre 2023
    - 7 novembre 2023 (vidéo à la demande)[note 1]

## Distribution

### Voix originales
- Keke Palmer : Ramona
- Michael Cera : Armen
- Bobby Cannavale : Bobby
- Russell Brand : Mako
- John Magaro : Manny
- Jon Rudnitsky : Jimmy
- Steven Van Zandt : Bruno
- Vanessa Bell Calloway : Val
- Shoshannah Stern : Shelly
- Ron Funches : Anemone
- Mario Cantone : Mr. Cacciatore
- Gideon Adlon : Denise
- Liza Tarbuck : Camille
- Lesli Margherita : Etta / Bedazzled lady
- Cassandra Scerbo : Loretta / Sea crab mom / Female land crab
- Phil LaMarr : Big Sal / Little Junior / Donny the bouncer / Bucket man / How You Doin' crab / Beach land crab
- Steven Schirripa : Mr. Marinara
- Sharon Angela : Mrs. Marinara
- MrBeast : Hot Sauce Crab
- Joseph Balderrama : Chauncey
- Sean Chiplock : Nigel
- David Soren : Yoga crab / Battle dad
- Valarie Rae Miller as Townie crab / Neon crab / Female sea crab
- Jim Cummings : Curly /  Local land crab
- Maureen Van Zandt : shop mother
- David Ian Salter : Unicorn crab

### Voix françaises
- Benoît Cauden : Armen
- Mélissa Berard : Ramona
- Gilles Morvan : Bobby
- Pascal Nowak : Mako
- Maxime Baudouin : Manny
- Franck Gourlat : Jimmy
- Bruno Magne : Bruno
- Antoine Schoumsky : Mr. Cacciatore
- Alexis Tomassian : Big Sal
- Raphaël Cohen : Little Junior
- Nathalie Homs : la mère de Mako
- Vincent de Boüard : le bernard-l'ermite à la sauce piquante
- Christophe Peyroux
- Mike Fédée
- Virginie
- Emane
- Clémence Boissé
- Florian Choquart
- Cédric Ingard
- Camille Mesnard
- Marion Posta
- Lisa Spada
- Xavier Robic
- Stevy Kevon Pierre Claire
- Aurélie Konaté
- Janice Leca
- Opé Smith
- Mr H.

La version française est dirigée par Virginie Méry au studio Deluxe Media Paris, d'après une adaptation des dialogues de Garance Merley.

## Production
En juin 2019, le film a été annoncé sous le nom de Jersey Crabs, dans le cadre de la prochaine liste de Paramount Animation, avec Lorene Scafaria comme scénariste et David Dobkin en tant que producteur. En juillet 2020, il a été rapporté que David Soren a été engagé pour réaliser le film, qui a été rebaptisé Under the Boardwalk (nom original du film). New Republic Pictures a cofinancé le film, mais n'a pas été crédité . L'animation a été réalisée par DNEG à Montréal, avec une production en cours d'ici février 2021 .La production a été réalisée à distance pendant la Pandémie de Covid-19. Le 3 juin 2022, le film était en post-production, la production étant terminée d'ici le 7 août 2022, Braam Jordaan était consultant en animation pour le film .